# Federico Vázquez
Federico Nahuel Vázquez (San Martín, 31 de marzo de 1993), conocido por Federico Vázquez, es un futbolista argentino que juega como delantero. Actualmente juega por el Perugia de la Serie C.

## Carrera
Vázquez comenzó su carrera en las inferiores de Vélez Sársfield. Fue incorporado al equipo profesional por Ricardo Gareca. Debutó oficialmente el 8 de marzo de 2013, en la derrota de 1 a 0 para el Belgrano. 
En 2015 logró incorporarsse a Instituto. El 15 de marzo logró obtener su primer gol ante el clásico contra Talleres. El 24 de febrero de 2017 se incorpora durante un año a préstamo con opción de compra a Estudiantes de Mérida F.C. El 6 de marzo de 2017 marca su primer gol con el conjunto venezolano en el empate a uno frente al Aragua Fútbol Club desde el punto penal. El 8 de julio de 2017 se confirma su pase al ASD Troina Calcio de la cuarta divisiòn de Italia en condiciòn de libre, club con el cual firma contrato hasta el 30 de junio de 2018.

## Clubes
Actualizado al último partido disputado el 19 de octubre de 2019.
| Club                      | País      | Año       | PJ | Goles |
| ------------------------- | --------- | --------- | -- | ----- |
| Vélez Sarsfield           | Argentina | 2013-2017 | 15 | 0     |
| Instituto (préstamo)      | Argentina | 2016      | 15 | 1     |
| Estudiantes de Mérida F.C | Venezuela | 2017      | 9  | 1     |
| ASD Troina Calcio         | Italia    | 2017-2018 | 29 | 20    |
| Siracusa                  | Italia    | 2018-2019 | 31 | 9     |
| Virtus Francavilla        | Italia    | 2019-2021 | 12 | 6     |
| Catanzaro                 | Italia    | 2021-2022 | 34 | 9     |
| Gubbio                    | Italia    | 2022-2023 | 35 | 6     |
| Perugia                   | Italia    | 2023-Act. | 21 | 5     |

## Títulos
| Título              | Club            | País      | Año  |
| ------------------- | --------------- | --------- | ---- |
| Supercopa Argentina | Vélez Sarsfield | Argentina | 2013 |